# Mihona Fujii
Mihona Fujii (japanisch 藤井 みほな Fujii Mihona; * 12. November 1974 in Tokio) ist eine japanische Mangaka. Ihr umfangreichstes Werk ist Gals!, das auch als Anime-Fernsehserie umgesetzt und in viele Sprachen, darunter ins Deutsche, übersetzt wurde. 

## Werdegang und Werk
Die Karriere von Fujii begann in den 1990er Jahren mit einer Reihe von kurzen Serien und einigen Kurzgeschichten, die im an jugendlichen Mädchen gerichteten Magazin Ribon erschienen. Dem Magazin und der Zielgruppe blieb sie auch später treu. Die meisten ihrer Geschichten sind romantische Komödien, andere dagegen den Genres Action, Fantasy oder einzelne auch Yuri oder Sport zuzuordnen. Von 1999 bis 2002 erschien dann Fujiis längste Serie: Gals! Diese wurde in viele Sprachen übersetzt, darunter ab 2005 bei Egmont Manga auch eine deutsche Fassung. In Japan kam 2001 eine Umsetzung als Anime ins Fernsehen. Das Werk schildert die Probleme und Abenteuer einer Clique von Schulmädchen, so genannten High-Gals, die die Einkaufsmeile Shibuya in Tokio unsicher machen. Ab 2019 erschien eine Fortsetzung, die eine lange Schaffenspause der Mangaka beendete. Seit 2023 erscheint eine Fortsetzung ihrer Action-Fantasy-Serie Ryūō Mahōjin.

## Bibliografie (Auswahl)
- Start! (1992, 1 Band)
- Spicy Girl (スパイシー・ガール, 1994, 1 Band)
- Passion Girls (パッション・ガールズ, 1994–1995, 5 Bände)
- Ryūō Mahōjin (龍王魔法陣, 1996–1997, 3 Bände)
- Yuki no Hanabira (雪の花びら, 1997, 1 Band)
- Himitsu no Hanazono (秘密の花園, 1998, 1 Band)
- Super Princess (すーぱー・プリンセス, 1998, 1 Band)
- Gals! (ギャルス, 1999–2002, 10 Bände)
- Tokyo Angels (東京ANGELS, 2006, 3 Bände)
- Gals!! (2019–2022, Bände)
- Ryūō Mahōjin – Chi no Maki (seit 2023)